# Анісимова Ніна Олександрівна
Ніна Олександрівна Анісімова (14 січня 1909, Санкт-Петербург — 23 вересня 1979, Ленінград) — артистка балету, балетмейстер, характерна солістка Ленінградського театру опери та балету у 1929—1958 рр., засновниця балетів «Гаяне» (1942) та «Журавлина пісня» (1944). Народна артистка Білорусі (1957), заслужений діяч мистецтв (1957).

## Життєпис
Навчалася в Ленінградському театральному училищі у педагогів Агрипина Ваганової, Марії Романової, Олександра Ширяєва.
У 1926—1927 удосконалювалася у характерному танці в Олександра Монахова.
1926 — після випуску була прийнята до балетної трупи Малого оперного театру.
1927 — перейшла до Державного театру опери та балету, де була провідною виконавицею характерних танців з 1929 по 1958.
Видатна характерна танцівниця, відрізнялася темпераментом, тонким почуттям стилю.
1935 — пробувала себе, як балетмейстер. Першою постановкою стала концертна програма «Іспанська сюїта» у Державному театру опери та балету
3 лютого 1938 у ніч перед сольним концертом у Ленінградській філармонії, була заарештована. Як провину було пред'явлено відвідування німецького консульства (куди виступати надсилала дирекція театру), спілкування з іноземцями і отримання від них різних подарунків . Скоро після Анісімової були арештовані ще кілька артистів .
Офіційно не виявивши провини, слідство постановило, що «майно не конфісковується; зберігається право переписки; вона має право на безстрокове оскарження вироку». І все ж, за статтею 58 п. 10 Анісіма отримала 5 років таборів, після чого вона була відправлена до Карагандиського виправного-трудового табору.
За Анісімову вступилися колеги Сергій Корінь та Тетяна Вячеславова; її майбутній чоловік Костянтин Державін, всіляко намагався довести абсурдність звинувачення.
Через рік, у лютому 1939, Анісімова була переведена до Ленінграду, у в'язницю КГБ, а у листопаді 1939 вийшла на волю і повернулася на сцену театру. Згідно спогадів, після цього у танці Анісімової «пропала характерна їй нестримна радість, з'явилися гіркота та злість».
Під час війни була в евакуації — спочатку у Пермі, потім в Уфі. Її найкращі постановки, що збереглися у балетному репертуарі — «Гаяне» (1942 Пермь) та «Журавлина пісня» (1944, Уфа) відзначалися гармонійним поєднанням класичної техніки з національним танцем.
1963—1974 — викладала на балетмейстерському відділені Ленінградської консерваторії.
Померла 23 вересня 1979. Похована на Літераторських містках на Волковському цвинтарі у Санкт-Петербурзі.

### Родина
- Чоловік — літературознавець Костянтин Державін (1903—1956).

## Репертуар
Маріїнський театр
- Ніріті, «Талісман» Рікардо Дриго
- Мерседес, «Дон Кіхот» Людвіг Мінкус
- 7 листопада1932 — Тереза*, «Полум'я Парижа» Асаф'єв Борис Володимирович
- 10 травня 1937 — Настя*, «Партизанські дні» Б. Асаф'єва
- 9 грудня 1942 — Айша*, «Гаяне» А. Хачатуряна у власній постановці (на сцені Пермського театру опери та балету): (*) — перша виконавиця партії.

## Постановки
Маріїнський театр
- 1935 — концертна програма «Іспанська сюїта»
- 1942 — «Гаяне», Арам Хачатурян (в евакуації, на сцені Пермського театру опери та балету
- 1946 — «Дуенья», С. Прокоф'єва, хореографічні номара опери

Башкирський театр опери та балету
- 1944—1947, 1952—1955 — «Журавлина пісня» (лібрето Файзі Гаскарова, музика Лева Степанова, сценографія Галія Імшаєва (у 2-й редакції — Мухамед Арсланов, асистент балетмейстера Халяфа Сафуліна.

Михайлівський театр
- 1949 — «Чудова фата» С. Заранека
- 1949 — «Коппелія» Лео Деліб
- 1950 — «Шахерезада» на музику М.Римського-Корсакова
- 1957 — «Вербочка», Ореста Євлахова
- 1963 — «Легенда про озеро» Панчо Владіґеров, Софія